# Gao Bolong
Pour les articles homonymes, voir Gao et Bolong.
Dans ce nom chinois, le nom de famille, Gao, précède le nom personnel.
Gao Bolong (chinois : 高伯龙 / pinyin : Gāo Bólóng), né le 29 juin 1928 à Nanning et mort le 6 décembre 2017 à Changsha, est un physicien des lasers chinois, expert en lasers gyroscopiques.

## Biographie
Gao Bolong naît à Nanning en 1928. Sa famille est originaire de la ville de Cenxi. Dès son enfance, il doit souvent changer de ville avec son père. Lors de l'invasion japonaise de 1944 au Guangxi, Gao rejoint l'Armée nationale révolutionnaire. À la fin de la guerre, il retourne à ses études, et en 1951, reçoit un diplôme en physique de l'université Tsinghua,.
Il avait espéré être affecté à de simples unités de recherche, mais a plutôt été affecté à l'institut de physique appliquée de l'Académie chinoise des sciences. En 1954, il est transféré à l'institut d'ingénierie militaire de Harbin, où il est assistant de recherche jusqu'en 1956, chercheur de 1956 à 1962, puis chargé de cours de 1962 à 1970. Il est ensuite muté à l'institut technologique de Changsha. Il y est professeur agrégé à la section de l'enseignement et de la recherche en physique de 1970 à 1975. Il commence à y travailler sur les lasers à partir de 1975, en tant que professeur agrégé, avant d'être nommé chef d'une équipe de développement du gyrolaser. Leur modèle final sort en 1994. Il a notamment amélioré la technologie du revêtement du gyrolaser. Il devient professeur en 1978 et est élu académicien de l'Académie chinoise d'ingénierie (en),.
Pendant la Campagne anti-droitiste, il est dénoncé pour son manque d'idées progressives et est envoyé à la campagne en 1958, où il a contracté l'asthme. Il est dénoncé de nouveau pendant la Révolution culturelle.
Il reçoit le deuxième prix du State Science and Technology Prizes (en) et reçoit quatre premiers prix provinciaux en recherche scientifique. Il remporte en 1996 le premier prix de la contribution majeure de l'année. Il a écrit une trentaine d'ouvrages,. Sa dernière vidéo publique est diffusée en 2014. Il meurt dans son domicile de Changsha le 6 décembre 2017.

## Publications
- (en) Gao Bolong, Cui Xiangqun et Li Xinnan, Active polishing technology for large aperture aspherical mirror and ultra thin mirror, 2nd International Symposium on Advanced Optical Manufacturing and Testing Technologies, 2006 (DOI 10.1117/12.674037), chap. 614803 ;
- (en) Huang P. X., Wu F., Zhu B. L., Gao Bolong, Zhu H. Y., Yan T. Y., Huang W. P., Wu S. H. et Song D. Y., CeO2 Nanorods and Gold Nanocrystals Supported on CeO2 Nanorods as Catalyst, American Chemical Society, 2005 (DOI 10.1021/jp052978u).